# Линкольн (округ, Арканзас)
Ли́нкольн (англ. Lincoln County) — округ, расположенный в штате Арканзас, США с населением в 14 492 человека по статистическим данным переписи 2000 года. Столица округа находится в городе Стар-Сити.
Округ Линкольн был образован 28 марта 1871 года, став 65-м по счёту округом Арканзаса и получив своё название в честь шестнадцатого президента США Авраама Линкольна.
В округе действует запрет на оборот алкогольной продукции, поэтому Линкольн входит в число так называемых «сухих» округов страны.

## География
По данным Бюро переписи населения США округ Линкольн имеет общую площадь в 1481 квадратный километр, из которых 1453 кв. километра занимает земля и 28 кв. километров — вода. Площадь водных ресурсов округа составляет 1,92 % от всей его площади.

### Соседние округа
- Джефферсон — север
- Арканзас — северо-восток
- Дешей — восток
- Дру — юг
- Кливленд — запад

## Демография

Диаграмма распределения населения округа по возрастным диапазонам. Данные переписи населения 2000 года

По данным переписи населения 2000 года в округе Линкольн проживало 14 492 человека, 3 130 семей, насчитывалось 4 265 домашних хозяйств и 4 955 жилых домов. Средняя плотность населения составляла 10 человек на один квадратный километр. Расовый состав округа по данным переписи распределился следующим образом: 64,88 % белых, 32,92 % чёрных или афроамериканцев, 0,40 % коренных американцев, 0,06 % азиатов, 0,01 % выходцев с тихоокеанских островов, 0,75 % смешанных рас, 0,99 % — других народностей. Испано- и латиноамериканцы составили 1,81 % от всех жителей округа.
Из 4 265 домашних хозяйств в 34,80 % — воспитывали детей в возрасте до 18 лет, 54,30 % представляли собой совместно проживающие супружеские пары, в 14,80 % семей женщины проживали без мужей, 26,60 % не имели семей. 23,50 % от общего числа семей на момент переписи жили самостоятельно, при этом 10,60 % составили одинокие пожилые люди в возрасте 65 лет и старше. Средний размер домашнего хозяйства составил 2,63 человека, а средний размер семьи — 3,11 человека.
Население округа по возрастному диапазону по данным переписи 2000 года распределилось следующим образом: 22,20 % — жители младше 18 лет, 12,40 % — между 18 и 24 годами, 33,20 % — от 25 до 44 лет, 20,40 % — от 45 до 64 лет и 11,90 % — в возрасте 65 лет и старше. Средний возраст жителей округа составил 35 лет. На каждые 100 женщин в округе приходилось 142,30 мужчины, при этом на каждых сто женщин 18 лет и старше приходилось 154,70 мужчины также старше 18 лет.
Средний доход на одно домашнее хозяйство в округе составил 29 607 долларов США, а средний доход на одну семью в округе — 35 408 долларов. При этом мужчины имели средний доход в 28 890 долларов США в год против 19 990 долларов США среднегодового дохода у женщин. Доход на душу населения в округе составил 12 479 долларов США в год. 15,50 % от всего числа семей в округе и 19,50 % от всей численности населения находилось на момент переписи населения за чертой бедности, при этом 26,60 % из них были моложе 18 лет и 17,90 % — в возрасте 65 лет и старше.

## Главные автодороги
- US 65
- US 425
- AR 11

## Населённые пункты
- Гулд
- Грейди
- Стар-Сити